# اتحاد الأطباء العرب في أوروبا
اتحاد الأطباء العرب في أوروبا هو منظمة طبية علمية وإغاثية، معترف بها من قبل هيئة الأمم المتحدة مركزها ألمانيا، تأسس في عام 1983 بغرض إقامة تجمع مهني للأطباء العرب المقيمين في المهجر، وله فروع في كل من بريطانيا، وفرنسا، وإيطاليا، وإسبانيا، والدنمارك، واتصال مع أطباء من سويسرا والنمسا وبعض دول أوروبا الشرقية. ويعقد الاتحاد مؤتمرا طبيا سنويا بالتناوب في عدة مدن أوروبية منذ عام 1983، كما يصدر عنه مجلة طبية فصلية باللغة العربية هي مجلة الطبيب العربي، والتي صدرت عام 1991.

## وصلات خارجية
- موقع اتحاد الأطباء العرب في أوروبا
- أسباب ظاهرة هجرة العقول العربية إلى الغرب، د. حسان النجار - رئيس اتحاد الأطباء العرب في أوروبا، سابقاً برنامج بلا حدود، 8 أغسطس 2001م
- حول اتحاد الاطباء العرب في أوروبا